# 皮奥伊州索科鲁
皮奥伊州索科鲁（葡萄牙語：Socorro do Piauí）是巴西皮奥伊州的一个市镇。总面积692.99平方公里，总人口4593人，人口密度6.6人/平方公里。